# 무숙자 (1973년 영화)
《무숙자》(無宿者, 이탈리아어: Il mio nome è Nessuno, 영어: My Name is Nobody)는 1973년 개봉된 스파게티 웨스턴 영화이다. 토니노 발레리가 감독했으며 일부 장면은 세르조 레오네가 감독했다. 에르네스토 가스탈디, 레오네, 풀비오 모르셀라가 각본에 참여했으며, 레오네는 제작책임자이기도 했으나 크레딧에 이름이 올라가지는 않았다. 출연진은 테렌스 힐, 헨리 폰다, 장 마르탱 등이다.
대배우 헨리 폰다의 마지막 서부극이다. 테렌스 힐은 자신이 출연한 작품들 중 가장 마음에 드는 영화로 본 작품을 꼽았다. 정통 서부극처럼 진지하지도 않고, 본격 스파게티 웨스턴처럼 살벌하지도 않은 채 희극적인 톤을 유지하는 특이한 작품이다. 말을 대신하는 기차, 늙은이와 젊은이의 세대교체 등 서부극이라는 장르 자체가 사양길에 들어선 시대의 지난 날을 돌이키는 회고담이라고 할 수 있다.

## 줄거리
은퇴를 꿈꾸는 노년의 전설적인 총잡이 잭 보리걸드는 우연히 만난 '노바디'라는 이름의 젊은 남자로부터 그의 화려한 은퇴를 위해 악명 높은 와일드 번치 무법자들을 상대해달라는 요청을 받는다. 노바디는 보리걸드를 우상처럼 여기며, 그가 역사에 길이 남을 업적을 세우길 바라는 마음에 보리걸드를 자극한다.
보리걸드는 처음에는 노바디의 제안을 거절하고 조용히 유럽으로 떠나려 하지만, 와일드 번치가 도난당한 금을 세탁하는 데 사용되는 금광을 둘러싼 음모에 휘말리게 된다. 광산 소유주는 보리걸드가 자신을 죽이려 한다고 오해해 그를 제거하려 하고, 노바디는 보리걸드를 도와 그들의 음모를 저지한다.
보리걸드는 죽은 동생의 몫을 포함한 금을 챙겨 유럽으로 떠나기 위해 기차를 타려 한다. 이때 노바디는 금을 실은 기차를 훔쳐 와일드 번치 무법자들을 보리걸드에게 유인하고, 그는 자신의 명성을 드높일 기회로 여겨 이들과 대결한다. 보리걸드는 기차에 실린 다이너마이트를 이용해 대부분의 무법자를 처리하고 노바디의 도움으로 기차에 탑승한다.
마지막으로, 보리걸드는 노바디와 결투를 벌이고 패배한 척한다. 이는 와일드 번치의 관심을 노바디에게 돌리기 위한 계획이었다. 보리걸드는 은밀히 유럽으로 떠나고, 노바디에게 작별 편지를 남긴다.

## 출연
- 테런스 힐 - 방랑자
- 헨리 폰다 - 잭 보러가드
- 장 마르탱 - 설리번
- R. G. 암스트롱 - 어니스트 존
- 칼 브론 - 짐
- 리오 고든 - 레드
- 스티브 커네일리 - 가짜 이발사
- 제프리 루이스 - 강도단 대장
- 닐 서머스 - 스쿼럴
- 피에로 룰리 - 보안관
- 마리오 브레가 - 페드로
- 마르크 마차 - 돈 존
- 베니토 스테파넬리 - 포틀리
- 알렉산더 알러존 - 렉스
- 레이니어 피츠 - 빅 건
- 앙투안 생존 - 스케이프
- 프랑코 앙그리사노 - 페로비에르
- 토미 폴가르 - 후안
- 안토니오 팔롬비 - 외양간 주인
- 후베르트 미텐도르프 - 흥행사
- 에밀 파이스트 - 난쟁이
- 카를라 만치니 - 어머니
- 루이지 안토니오 게라 - 공무원
- 안젤로 노비 - 바텐더

## 한국판 성우진

### KBS 첫 더빙 (1984년 1월 2일)
- 최응찬 - 잭 (헨리 폰다)
- 엄주환 - 방랑자 (테렌스 힐)
- 황원
- 탁원제
- 노민
- 설영범

### KBS 재더빙 (1996년 10월 12일)
- 이완호 - 잭(헨리 폰다)
- 홍시호 - 방랑자(테렌스 힐)
- 김계원 - 외양간 주인(안토니오 팔롬비)
- 안종국 - 설리반(진 마틴)
- 이근욱 - 레드(레오 고든) / 보안관(피에로 룰리)
- 김정호 - 강도단 대장(제프리 루이스) / 총잡이(마크 마자)
- 김창주 - 우체국 직원(레나토 핀시로올) / 호텔 주인(레나토 핀시롤리)
- 강구한 - 총잡이(닐 썸머스)
- 임성표 - 총잡이(R.G. 암스트롱)
- 문관일 - 총잡이(베니토 스테파넬리) / 이발소 주인
- 김순영 - 여성(카를라 맨시니) / 이발소 주인의 아들